# ベジェ曲面
ベジェ曲面（ベジェきょくめん、Bézier surface）は、コンピュータグラフィックス、コンピュータ支援設計（CAD）、および有限要素モデリングで使用される数学的スプライン（英語: spline (mathematics)）の一種である。
ベジェ曲線と同様に、ベジェ曲面も制御点の集合によって定義される。
ベジェ曲面は多くの点で補間と似ているが、中間の制御点を通常は通過しないという点が異なり、各制御点が引力を持っているかのように、曲面はそれらの方向へ「引き伸ばされる」形状になる。
視覚的に直感的であり、多くの用途において数学的にも扱いやすい特性を持っている。

## 歴史
ベジェ曲面は1962年にフランスの技術者ピエール・ベジェによって初めて定義され、自動車のボディ設計に用いられた
。
ベジェ曲面の次数は任意だが、バイキュービック（双3次）ベジェ曲面は、一般的にほとんどの用途において十分な自由度を備えている。

## 方程式

ベジェ曲面の例　赤:制御点、青:制御グリッド、黒:曲面（の近似）

与えられた次数 (n, m) のベジェ曲面は、(n + 1)(m + 1) 個の制御点の集合 ki,j ただし i = 0, ..., n および j = 0, ..., m によって定義される。
これは、単位正方形を、ki,j を含む空間内に埋め込まれた滑らかで連続的な曲面に写像する。
例えば、ki,j がすべて4次元空間内の点である場合、曲面も4次元空間内に存在することになる。
2次元のベジェ曲面は、パラメトリック曲面（英語: parametric surface）として定義できる。
点 p の位置は、パラメトリック座標 u, v の、単位正方形の範囲内で評価される関数として、次のように与えられる
。
{\displaystyle \mathbf {p} (u,v)=\sum _{i=0}^{n}\sum _{j=0}^{m}B_{i}^{n}(u)\,B_{j}^{m}(v)\,\mathbf {k} _{i,j}}
ただし、
{\displaystyle B_{i}^{n}(u)={n \choose i}u^{i}(1-u)^{n-i}}
は基底バーンスタイン多項式であり、
{\displaystyle {n \choose i}={\frac {n!}{i!(n-i)!}}}
は二項係数である。

### ベジェ曲面の性質
- すべての線形変換および平行移動に対して、制御点とベジェ曲面は同じように変換される。
- (u, v) 空間における u = 定数 および v = 定数 の線、特に、(u, v) 単位正方形を変形した4辺は、すべてベジェ曲線である。
- ベジェ曲面は、その制御点の凸包内に完全に収まるため、任意の直交座標系においても制御点の外接多角形の中に完全に収まる。
- 変形された単位正方形の角に対応する曲面上の点は、制御点のうちの4つと一致する。
- ただし、ベジェ曲面は通常、それら以外の制御点を通過しない。

ベジェ曲面の最も一般的な用途は、バイキュービックパッチ (m = n = 3) の網目構造（英語:nets）である。
ひとつのバイキュービックパッチの形状は、16個の制御点の集合によって完全に定義される。
通常、ベジェ曲線が連結されてB-スプライン曲線を形成するのと同様の方法で、これらのパッチは連結され、Bスプライン曲面を形成する。
より単純なベジェ曲面は、双2次パッチ（英語: biquadratic patches）(m = n = 2)、あるいはベジェ三角形（英語: Bézier triangle）から構成される。

## コンピュータグラフィックスにおけるベジェ曲面

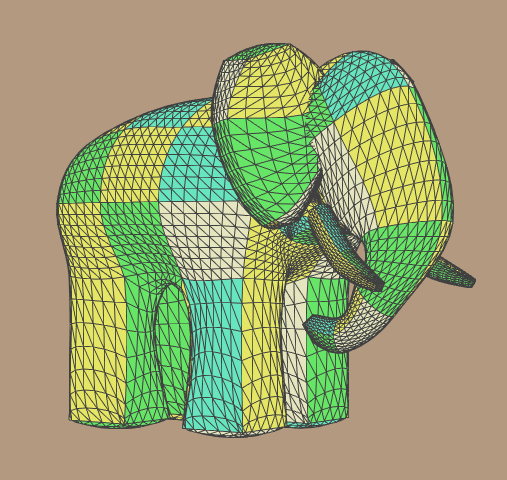
エドウィン・キャットマルによる、パッチで構成された「ガンボ」モデル

ベジェパッチメッシュは、滑らかな曲面を表現する上で、三角形メッシュよりも優れている。
曲面を表現するために必要な点数（つまりメモリ使用量）が少なく、操作が容易で、連続性の特性もはるかに優れている。
さらに、球面や円柱のような一般的なパラメトリック曲面も、比較的少数の3次ベジェパッチで十分に近似することができる。
しかしながら、ベジェパッチメッシュを直接レンダリングするのは困難である。
ベジェパッチの問題点のひとつは、直線との交点を計算するのが難しいことであり、そのためレイトレーシングなどの直接的な幾何学的手法（細分化や逐次近似法を用いない）には不向きである。また、透視投影アルゴリズムと直接組み合わせることも困難である。
このため、ベジェパッチメッシュは一般的に、3Dレンダリングパイプラインによって、平面三角形のメッシュに細分化される。
高品質なレンダリングでは、個々の三角形の境界が見えなくなるよう、細分化が調整される。
「のっぺりした」（英語: blobby）見た目を避けるために、この段階でテクスチャマップ、バンプマップ、その他のピクセルシェーダー技術を用いて、ベジェ曲面に細かいディテールが施されることがよくある。
次数 (m, n) のベジェパッチは、次数 m + n の2つのベジェ三角形から、あるいは、入力領域を三角形ではなく正方形として、次数 m + n の1つのベジェ三角形から構成することができる。
また、次数 m のベジェ三角形は、制御点の配置によって一辺を点に押しつぶす（英語: squash）、あるいは、入力領域を正方形ではなく三角形として、次数 (m, m) のベジェ曲面から構成することもできる。